# 2599 Veseli
2599 Veseli је астероид главног астероидног појаса са средњом удаљеношћу од Сунца која износи 2,534 астрономских јединица (АЈ).
Апсолутна магнитуда астероида је 11,2.